# Cortrat
Cortrat település Franciaországban, Loiret megyében. Lakosainak száma 82 fő (2022. január 1.). Cortrat Conflans-sur-Loing, Montcresson, Mormant-sur-Vernisson, Pressigny-les-Pins és Solterre községekkel határos.

## Népesség
A település népességének változása:
| Lakosok száma | 54   | 61   | 78   | 86   | 92   | 82   | 76   | 75   | 77   | 82   |
|               | 1968 | 1982 | 1990 | 2006 | 2013 | 2015 | 2017 | 2019 | 2020 | 2022 |